# Pseudonigrita
Pseudonigrita – rodzaj ptaków z podrodziny dziergaczy (Plocepasserinae) w rodzinie wikłaczowatych (Ploceidae).

## Zasięg występowania
Rodzaj obejmuje gatunki występujące w Afryce Subsaharyjskiej.

## Morfologia
Długość ciała 12–13 cm; masa ciała 15–24 g.

## Systematyka

### Etymologia
- Pseudonigrita: gr. ψευδος pseudos – „fałszywy”; rodzaj Nigrita Strickland, 1843, nigrita[6].
- Whitellus: zdrobnienie nazwiska Windsora Thomasa White’a (1866–1958), amerykańskiego ornitologa, zarządcy w Muzeum Historii Naturalnej w Cleveland, lidera ekspedycji do Kenii[7]. Gatunek typowy: Nigrita cabanisi G.A. Fischer & Reichenow, 1884.

### Podział systematyczny
Do rodzaju należą następujące gatunki:
- Pseudonigrita arnaudi (Bonaparte, 1850) – gromadnik siwogłowy
- Pseudonigrita cabanisi (G.A. Fischer & Reichenow, 1884) – gromadnik czarnogłowy